# Greve (Familienname)
Greve oder Grève ist ein deutscher Familienname.

## Herkunft und Bedeutung
Greve ist ein Berufsname, der sich von der Amtsbezeichnung Greve ableitet.

## Familien
- Greve (Adelsgeschlecht), westfälisches Patrizier- und Adelsgeschlecht

## Namensträger

### A
- Alberte Greve (* 2005), dänische Radsportlerin
- Aleida Greve (1670–1742), niederländische Malerin
- Andreas Greve (1953–2023), deutscher Lyriker, Schriftsteller, Satiriker und Journalist
- Anna Greve (* 1973), deutsche Kunsthistorikerin
- Arnold Greve (1700–1754), deutscher evangelischer Theologe und Historiker

### C
- Carl-Heinz Antonius Greve (1920–1998), deutscher Offizier, zuletzt Generalleutnant der Luftwaffe der Bundeswehr
- Cecilie Greve (* 1992), dänische Handballspielerin
- Charlotte Greve (* 1988), deutsche Jazzmusikerin
- Christian Greve (Fußballspieler) (* 1965), deutscher Fußballspieler
- Christian Greve (Basketballtrainer) (* 1975), deutscher Basketballtrainer

### E
- Egbert Jan Greve (1754–1811), niederländischer Orientalist und Theologe
- Ernst Engelbrecht-Greve (1916–1990), deutscher Politiker (CDU), Mitglied des Deutschen Bundestages

### F
- Felix Paul Greve (1879–1948), deutsch-kanadischer Schriftsteller und Übersetzer, siehe Frederick Philip Grove
- Ferdinand de Grève (1910–1980), belgischer Beamter und Widerstandskämpfer gegen den Nationalsozialismus
- Franz Greve (1844–1892), deutscher Opernsänger (Bariton)
- Friedrich Greve (Politiker, 1892) (1892–1956), deutscher Politiker (SPD), MdL Niedersachsen
- Friedrich Greve (Politiker, 1907) (1907–1994), deutscher Politiker (CDU), MdL Niedersachsen
- Friedrich Meier-Greve (1899–1986), deutscher Bankdirektor
- Fritz Greve (1863–1931), deutscher Maler und Kunstprofessor

### G
- Georg Greve (Mathematiker) (* 1949), deutscher Mathematiker und Rentenversicherungsdirektor
- Georg Greve-Lindau  (1876–1963), deutscher Maler
- Georg Greve-Waldhausen (1857–1921), deutscher Maler
- Georg Christof Florian Greve (* 1973), deutscher Physiker und Sprecher der Free Software Foundation Europe
- Gillis de Greve (um 1541–1604), niederländischer Kaufmann

### H
- Hannelore Greve (1926–2023), deutsche Unternehmerin und Mäzenin
- Hedwig Greve (1850–1925), deutsche Kunstmalerin
- Heinrich Greve (1846–1892), deutscher Arzt und Mitglied des Deutschen Reichstags
- Helmut Greve (1922–2016), deutscher Unternehmer und Mäzen
- Henning Greve (* 1954), deutscher Bildhauer
- Hermann Greve (Politiker) (1901–1972), deutscher Politiker (Zentrum/CDU), Mitglied des Niedersächsischen Landtags
- Hermann Greve (* 1957), deutscher Autor

### J
- John Greve (1880–1967), deutscher Konstrukteur und Unternehmer
- Jürgen Greve (* 1954), deutscher Schwimmtrainer

### K
- Karen Greve (1942–2014), deutsche Politikerin (SPD), Mitglied des Abgeordnetenhauses von Berlin
- Karsten Greve (* 1946), deutscher Kunsthändler
- Katharina Greve (* 1972), deutsche Comiczeichnerin, Autorin und Künstlerin
- Kay Schweigmann-Greve (* 1962), deutscher Jurist, Übersetzer und Autor
- Kjetil Greve (* 1976), norwegischer Schlagzeuger

### L
- Ludwig Greve (1924–1991), deutscher Schriftsteller und Bibliothekar

### M
- Marcel De Grève (1922–2002), belgischer Romanist, Literarhistoriker
- Mathias Greve (* 1995), dänischer Fußballspieler
- Matias Greve (* 1992), dänischer Radrennfahrer
- Max Greve (1815–1873), Bürgermeister von Bochum
- Michael Greve (* 1963), deutscher Unternehmer

### O
- Otto Heinrich Greve (1908–1968), deutscher Politiker (SPD), Mitglied des Deutschen Bundestages

### P
- Peter Greve (1910–1983), deutscher Bildhauer
- Petrus de Greve (1621–1677), niederländischer Rechtswissenschaftler

### R
- Richard Greve (1840–1913), deutscher evangelischer Pastor und Autor

### S
- Simon Arnold Greve (1890–um 1951), österreichischer Opernsänger (Bass)

### T
- Torge Greve (* 1975), deutscher Handballspieler und -trainer

### U
- Ursula Greve (1919–2007), deutsche Portraitmalerin und Buchillustratorin
- Uwe Greve (1940–2005), deutscher Politiker (CDU), Mitglied des Schleswig-Holsteinischen Landtages

### V
- Vagn Greve (1938–2014), dänischer Rechtswissenschaftler

### W
- Werner Greve (Mediziner) (* 1928), deutscher Psychiater, Hochschullehrer und Chefarzt in Berlin
- Werner Greve (* 1959), deutscher Psychologe
- Wilhelm Greve (Lithograf) († 1883), deutscher Lithograf und Verleger
- Wilhelm Greve (Organist) (auch Wilhelm Grewe; 1815–1895), deutscher Organist
- Wilhelm Greve (Maler), deutscher Maler
- Wilhelm Greve (Philologe) (1853–1917), deutscher Philologe
- Wilhelm Ernst Greve (auch Guillaume Ernest Grève; um 1580–1639), deutsch-französischer Maler